# Lina Basquette
Lena Copeland Baskette conocida artísticamente como Lina Basquette (19 de abril de 1907 – 30 de septiembre de 1994) fue una actriz cinematográfica estadounidense. 

## Biografía
Su verdadero nombre era Lena Copeland Baskette, y nació en San Mateo (California). Antes de actuar en el cine, Lena bailó con las Ziegfeld Follies en Nueva York. Basquette empezó a actuar en el cine cuando tenía 9 años de edad, en 1916. Su primera actuación tuvo lugar en What Can Love Do. En 1929 rodó The Godless Girl (La incrédula) con Cecil B. DeMille y The Younger Generation (La nueva generación), dirigida por Frank Capra. 
En 1925 se casó con Sam Warner, de la compañía Warner Bros., considerado El padre del cine sonoro. A los 20 años de edad enviudó, ya que Warner falleció a causa de un absceso cerebral complicado con una neumonía. Tuvieron una hija. Basquette intentó suicidarse en 1930, tras una batalla legal por la custodia de su hija, litigio que perdió ante los hermanos de Warner.
La carrera de Basquette se prolongó hasta la década de 1990. En 1991 Lina fue elegida para rodar Paradise Park, película de Daniel Boyd. En el film interpretaba a una abuela, y en el mismo trabajaban las estrellas de la música country Porter Wagoner y Johnny Paycheck.
Lina Basquette falleció en Wheeling, Virginia Occidental, a causa de un cáncer.
Lina Basquette era medio hermana de la actriz Marge Champion. En 1928 fue nombrada una de las trece  WAMPAS Baby Stars. En su homenaje hay una estrella con su nombre en el Paseo de la Fama de Hollywood, en el 1529 de Vine Street

## Filmografía como Lina Basquette
- The Weaker Vessel (1919)
- Penrod (1922)
- Serenade (1927)
- Ranger of the North (1927)
- Show Folks (Gente de teatro) (1928)
- Celebrity (1928)
- Wheel of Chance (La rueda del destino) (1928)
- The Noose (Última pena) (1928)
- Come Across (1929)
- The Godless Girl (La incrédula) (1929)
- The Younger Generation (La nueva generación) (1929)
- The Dude Wrangler (1930)
- Mounted Fury (1931)
- Trapped (1931)
- Morals for Women (1931)
- Hard Hombre (1931)
- Arizona Terror (1931)
- Pleasure (1931)
- Goldie (1931)
- The Phantom Express (1932)
- Hello Trouble (1932)
- The Midnight Lady (1932)
- Arm of the Law (1932)
- The Chump (1934)
- Stolen Harmony (1935)
- The Final Hour (1936)
- Ebb Tide (1937)
- Four Men and a Prayer (1938)
- Rose of the Rio Grande (1938)
- A Night for Crime (1943)

## Filmografía como Lena Basquette
- The Caravan (1916)
- The Human Cactus (1916)
- The Grip of Crime (1916)
- Brother Jim (1916)
- The Dance of Love (1916)
- Juvenile Dancer (1916)
- Little Marian's Triumph (1917)
- A Prince for a Day (1917)
- A Romany Rose (1917)
- A Dream of Egypt (1917)
- The Star Witness (1917)
- The Gates of Doom (1917)
- His Wife's Relatives (1917)
- Polly Put the Kettle On (1917)